# غبيري
الغبيري هي إحدى القرى اللبنانية من قرى قضاء بعبدا في محافظة جبل لبنان.
اقتبست الغبيري اسمها، من نبتة برّية ورديّة الزهرِ، تستعمل للتزيين كانت تشتهر بها هذه البقعة من الأرض التي تشهد على تاريخها أشجار الصنوبر المعروفة بقدمها،وأصل التسمية «الغبيره» ثم تحول وتحت تأثير اللهجات المحمولة إلى المنطقة لاسم الغبيري. قبل حلول القرن التاسع عشر، لم يكن يتجاوز عدد سكانها الألف نسمة، يعتمدون على الزراعة وإنتاج الحرير لتأمين مواردهم الحياتية، إلى أن ظهرت فيها بعض الصناعات الخفيفة المتنوعة. ومنذ ذلك التاريخ ،بدأ عدد سكانها بالارتفاع نتيجة ازدياد الوافدين إليها من قرى الجنوب والبقاع وبلاد جبيل مستفيدين من نهضتها الصناعية ومن موقعها المتاخم لبيروت.
أما من الناحية العمرانية، فالغبيري شأنها شأن شقيقاتها في ساحل المتن الجنوبي، تميزت بالمنازل المُنشأة على الأراضي الزراعية التي اشتهرت باسم بساتين الغبيري أو منطقة البساتين.
بعد استقلال لبنان عام 1943,بدأت الغبيري تشهد توسعاً كبيراً في حركة العمران ونمواً ملحوظاً في قطاعي التجارة والصناعة، وازدهاراً بارزاً في المجالات السياحية، حيث ضمّت عدداً من أهم وأكبر الفنادق ذات المواصفات العالمية، إضافة إلى المسابح اللبنانية التي انتشرت على شاطئها الرملي، ساعدها في ذلك مجاورتها العاصمة، وامتلاكها شبكة طرقات رئيسيّة وحيويّة شرقاً وجنوباً تصل بيروت بالجنوب والجبل والبقاع
ورغم هذا التوسع العمراني، استمرت الغبيري محتفظة بتحفها المعمارية التي مرَّ عليها عقود من الزمن.فقد ظلت القصور التي سكنها كبار رجالات السياسة في لبنان، والمنتشرة بين أشجار الصنوبر، محافظة على طابعها وسط كثافة وضخامة الأبنية ذات الأشكال الهندسية والأنماط المعمارية المختلفة، وعلى تاريخ البلدة وذكرياتها التي امتزج
فيها القديم بالحديث

في مقابل التطور الذي استمر عقوداً من الزمن، حصدت الغبيري إرثاً ثقيلاً نتيجة الحرب اللبنانية لأنها كانت تمثل جزءاً رئيسياً من خطوط التماس. فقد دمرت المعارك معظم الأبنية الواقعة في واجهتها الشرقية بما تحتويه من وحدات سكنية وإنتاجية، مما دفع بالعديد من سكانها إلى تركها والابتعاد إلى المناطق الخلفية لحماية حياتهم.

في العام 1982, كان لأبناء الغبيري شرف الدفاع عن أرض وكرامة الوطن بالمُشاركة في صد العدو الصهيوني في منطقة خلدة جنوب بيروت، وبفضل تلك السواعد المقاومة لم يتمكن الجيش الإسرائيلي من دخول الغبيري وتدنيسها وبقي منكسراً مهزوماً عند أطرافها إلى حين اندحاره عن العاصمة تاركاً وراءه آلاف الشهداء في مخيمي صبرا وشاتيلا في جريمة أُعتبرت من افظع وابشع الجرائم التي ارتكبها العدو في تاريخه الحافل بالمجازر.

وتفتخر الغبيري بأنها قدمت عشرات الشهداء من أبنائها طيلة ثمانية عشر عاماً في مسيرة الجهاد والمقاومة، فساهمت دمائهم بتطهير تراب الوطن من رجس الاحتلال وتحقيق النصر والتحرير والعزة للامة.

بعد انتهاء الحرب وعودة السلم الأهلي إلى ربوع لبنان، شهدت الغبيري حركة عودة كثيفة لأهلها لإعادة إنماء وإعمار ما تهدّم بوتيرة سريعة تعويضاً عن الأضرار التي لحقت بها طيلة فترة الأحداث. مما ساهم فعلاً بتوسّع عمراني واجتماعي واقتصادي وسكاني كبير، جعلها في مصاف المدن اللبنانية الكبرى.